# 681-й регіональний навчальний центр (РФ)
681-й регіональний навчальний центр бойового застосування ракетних військ та артилерії (681 РНЦ, в/ч 43533) — навчальний центр Збройних сил Російської Федерації з підготовки офіцерів артилеристів.

## Історія
В червні 1975 року в Муліне на базі 41 навчальної артилерійської бригади був сформований 922 навчальний артилерійський полк, який проіснував до 1993 року. В 1993 році полк переформовується на 335 навчальну артилерійську бригаду.
Директивою головнокомандуючого Сухопутними військами — замісника міністра оборони РФ від 13 листопада 2001 р. навчальна артилерійська бригада перетворена на 681-й регіональний навчальний центр бойового застосування ракетних військ та артилерії.

## Спеціалізація
З 1 липня 2002 р. центр розпочав підготовку курсантів за спеціальностями: командир гармат буксируваної, самохідної, реактивної артилерії; командир міномета; командир відділення командирських машин; механік-водій.
Протягом року навчальний центр проводить два випуски молодших командирів і спеціалістів для артилерійських частин Сухопутних Військ Збройних Сил Росії. По закінченню навчання випускники 681 РНЦ направляються для проходження подальшої служби у військові частини всієї Росії.

## Структура
Станом на 2015 рік:
- 1-й навчальний дивізіон
- 2-й навчальний дивізіон
- 3-й навчальний дивізіон

В кожному дивізіоні по три навчальних батареї (1 дивізіон — 1, 2 и 3; 2 — 4, 5 и 6; 3 — 7, 8 и 9).

## Матеріали
- в/ч 43533 на Вікімапії [Архівовано 27 квітня 2017 у Wayback Machine.]